# Transistorbrugschakeling
De transistorbrugschakeling wordt gebruikt bij bipolaire stappenmotoren. Deze schakeling wordt ook de "drivertrap" van bipolaire stappenmotoren genoemd. Eenvoudig gezegd zal deze schakeling ervoor zorgen dat de uitgangen van de besturingseenheid omgezet zullen worden naar de bekrachtiging van de spoelen in de stappenmotor. 
Een spoel wordt bekrachtigd door er een stroom door te laten vloeien. De stappenmotor zal dan draaien in een bepaalde richting naargelang de volgorde en de richting waarin de spoelen worden bekrachtigd. Hiervoor is de besturingseenheid verantwoordelijk. De reden waarom de besturingseenheid niet rechtstreeks op de stappenmotor kan worden aangesloten, is omdat de uitgangen ervan over te weinig vermogen beschikken om de spoelen te bekrachtigen.

## Werking
Bij een bipolaire stappenmotor is er geen sprake van middenaftakking. De stroom zal dus door de spoel in twee richtingen moeten kunnen vloeien. Hiervoor is een transistorbrugschakeling nodig. Deze schakeling bevat vier transistors en twee ingangen. 
De transistors worden hier gebruikt als schakelaar. In deze toepassing kent de transistor dus twee toestanden, namelijk sperren en geleiding (saturatie). Op deze manier hebben we weinig tot geen vermogensverlies in de transistors. 
De schakeling is zo opgebouwd dat er telkens twee transistors in saturatie (geleiding) zijn en de andere twee sperren. Welke van deze transistors geleiden of sperren, bepaalt de stroomrichting door de spoel. De twee transistors die gelijk sperren of geleiden, worden aangestuurd door één bepaalde ingang. Er zijn dus twee ingangen nodig.
Bij het schakelen van de transistors zal de stroomrichting door de spoel plots omkeren. Hierdoor zal de spoel een inductiestroom teweegbrengen (eigenschappen spoel). Deze stroom zal voor een spanning zorgen over de transistors waardoor de schakeling niet meer correct werkt. 
Dit probleem wordt opgelost door vier dioden aan de schakeling toe te voegen om de ongewenste inductiestromen af te leiden naar de massa.
Deze schakeling wordt gevoed door een spanningsbron. De grootte van de spanning is afhankelijk van de maximumspanning die de stappenmotor aan kan.  Elke schakeling met twee ingangen kan slechts één spoel van de stappenmotor aansturen. Omdat een bipolaire stappenmotor over twee spoelen beschikt, zijn er dus twee transistorbrugschakelingen nodig om de stappenmotor aan te drijven.